# 胡淑琴
胡淑琴（1914年2月13日—1992年12月10日），女，江苏常熟人，中国两栖动物学家。

## 生平
1937年毕业于东吴大学生物系。

## 家庭
丈夫刘承钊。
胡淑琴逝世后，夫妇俩的一部分骨灰被撒放在峨眉山大峨寺附近，那里是两人到成都后第一次进行野外考察的地方。另一部分骨灰安葬在青城山味江陵园，墓碑上写有刘承钊在《华西两栖类》前言中的一句话“种类繁多、千姿百态的两栖爬行动物，使我忘掉所有的艰难与险阻”。

## 学术贡献
胡淑琴与丈夫刘承钊院士参与筹建了中国科学院成都生物研究所的两栖爬行动物研究室，刘承钊担任主任，胡淑琴为研究员。刘承钊和胡淑琴夫妇是中国两栖爬行动物学的主要奠基人，发现描述了多个物种，培养了赵尔宓、费梁、叶昌媛等多位知名专家学者，对中国两栖爬行动物学人才队伍建设、区系调查和分类学研究等做出了巨大贡献。